# Foudia consobrina
Foudia consobrina är en fågelart i familjen vävare inom ordningen tättingar. Den betraktas oftast som en del av komorfody (Foudia eminentissima), men urskiljs sedan 2016 som egen art av Birdlife International och IUCN. Fågeln förekommer enbart på ön Grande Comore (Ngazidja) i nordvästra Komorerna. Den kategoriseras av IUCN som nära hotad.